# 披毛犰狳
披毛犰狳（學名：Chaetophractus villosus），是南美洲其中一種最大及數目最多的一種犰狳。生活在海平面至海拔1300米的南美洲南部，並可在草地、森林及草原上找到其蹤影，並開始在耕地上生活。
其种加词“villosus”意为“被毛的”。